# Förråd

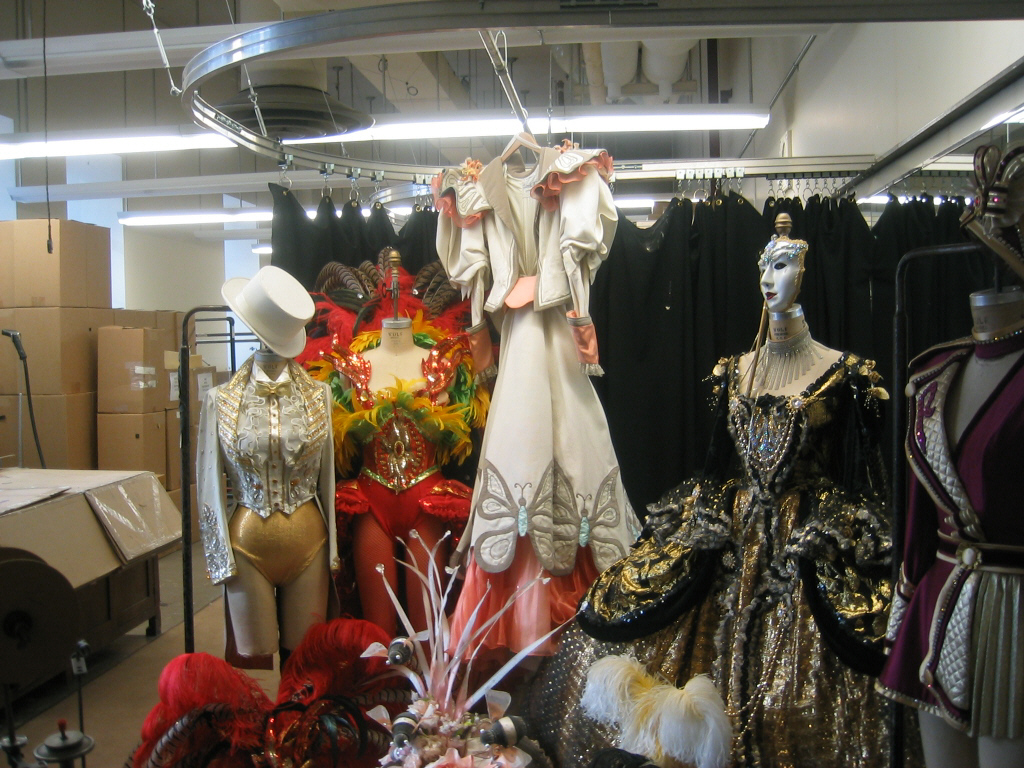
Ett kostymförråd.

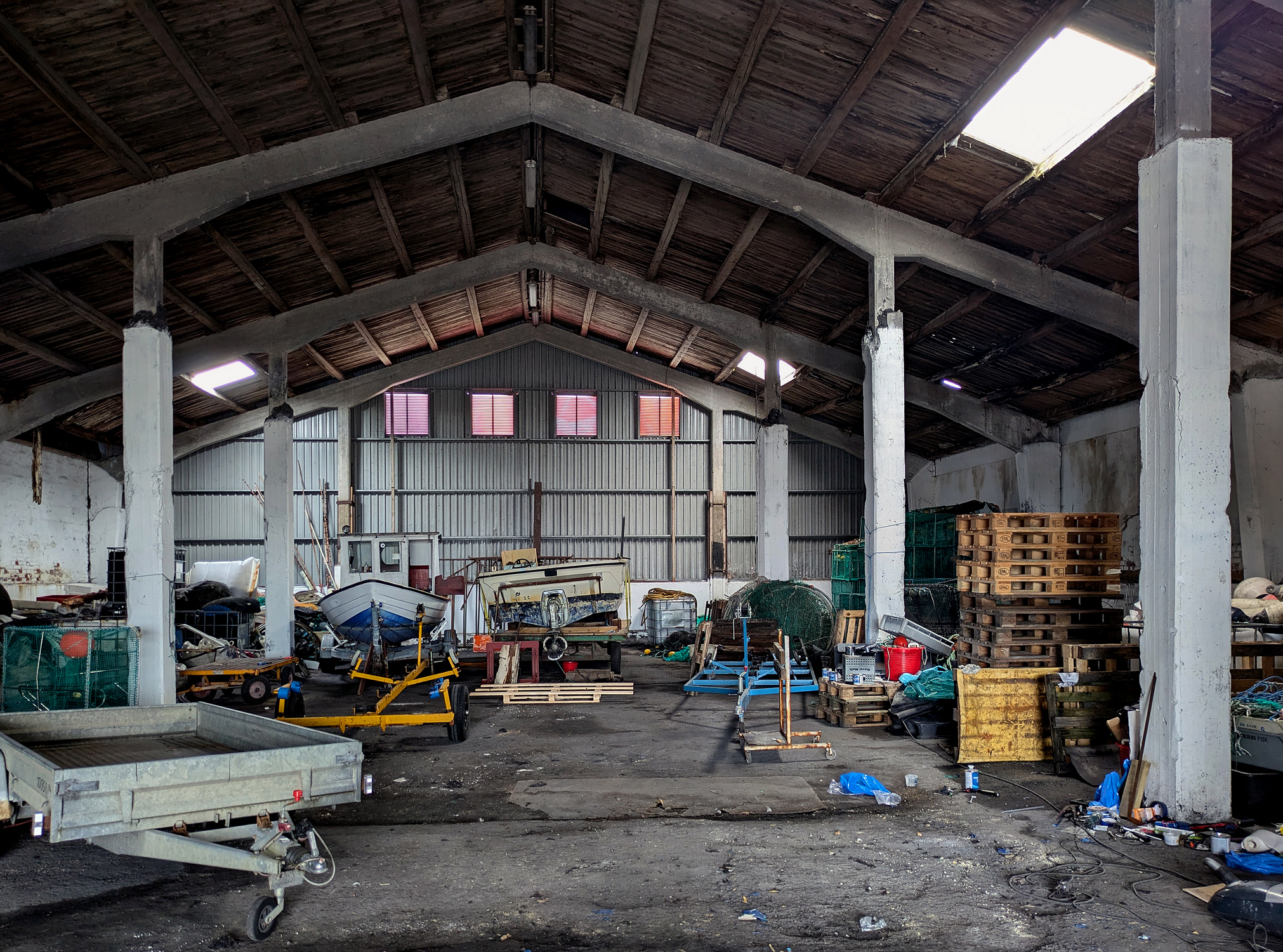
Ett stort lager och förråd i Ystads hamn 2025

Förråd används till att förvara olika saker. Förråd kan variera i storlek, från ett källarförråd till stora salar. Om ett förråd innehåller kommersiella varor kallas det istället lagerlokal. I ett förråd förvarar man saker som inte behövs ofta, och därför inte behöver stå framme. I Sverige finns det på vissa orter stora anläggningar med förråd som går att hyra. Denna företeelse kallas selfstorage.
De vanligaste förråden är källar- och vindsförråd i lägenhetshus, och även garage brukar fungera som förråd.